# Căscioarele
Căscioarele é uma comuna romena localizada no distrito de Călăraşi, na região de Muntênia. A comuna possui uma área de 26.06 km² e sua população era de 1958 habitantes segundo o censo de 2007.